# 10068 Dodoens
10068 Dodoens è un asteroide della fascia principale. Scoperto nel 1989, presenta un'orbita caratterizzata da un semiasse maggiore pari a 2,3729878 UA e da un'eccentricità di 0,1069818, inclinata di 5,79587° rispetto all'eclittica.